# Golf de Tomini
El golf de Tomini (indonesi: Teluk Tomini), també conegut com a badia de Tomini, és la badia equatorial que separa la península de Minahassa (al nord) de la península oriental de l'illa de Sulawesi (Celebes) a Indonèsia. Les Illes Togian es troben prop del centre del golf. A l'est, s'obre dins el Mar de Molucca.

## Extensió
La International Hydrographic Organization (IHO) defineix el Golf de Tomini com essent una de les divisions de l'Arxipèlag East Indian.